# Cantó de Montataire
El cantó de Montataire és una divisió administrativa francesa del departament de l'Oise i del districte de Senlis. El cap cantonal és Montataire i agrupa 10 municipis.

## Municipis
| Municipi               | Població* | Codi postal | Codi INSEE |
| ---------------------- | --------- | ----------- | ---------- |
| Blaincourt-lès-Précy   | 1 158     | 60460       | 60074      |
| Cramoisy               | 563       | 60660       | 60173      |
| Maysel                 | 260       | 60660       | 60391      |
| Mello                  | 368       | 60660       | 60393      |
| Montataire             | 12 048    | 60160       | 60414      |
| Précy-sur-Oise         | 3 120     | 60460       | 60513      |
| Saint-Leu-d'Esserent   | 4 867     | 60340       | 60584      |
| Saint-Vaast-lès-Mello  | 822       | 60660       | 60601      |
| Thiverny               | 1 087     | 60160       | 60635      |
| Villers-sous-Saint-Leu | 2 083     | 60340       | 60686      |

* Dades del 1999

## Història
| Data d'elecció                           | Identitat       | Partit    | Qualitat |
| ---------------------------------------- | --------------- | --------- | -------- |
| 1970-1976                                | M. Fournier     | Centrista |          |
| 1976-1994                                | Maurice Bambier | PCF       | Obrer    |
| 1994-…                                   | Alain Blanchard | PCF       |          |
| les dades anteriors no són pas conegudes |                 |           |          |